# جائزة بوشكاش لأفضل هدف 2015
جائزة بوشكاش لأفضل هدف 2015 (بالإنجليزية: FIFA Puskás Award 2015)‏
الفائز بجائزة بوشكاش لافضل هدف:
- ويندل ليرا ( غوانيسيا), 1–2 vs  اتلتيكو غوانيس, دوري غوياس لكرة القدم، ملعب سيرا دورادا, 11 مارس 2015

المرشحين الاخرين:
- ليونيل ميسي ( برشلونة), 1–3 vs  أتلتيك بيلباو, كأس ملك إسبانيا 2014–15, ملعب الكامب نو, 30 مايو 2015
- أليساندرو فلورينزي ( روما), 1–1 vs  برشلونة, دوري أبطال أوروبا 2015–16, ملعب الالمبيكو, 16 سبتمبر 2015